# Binuangan
Binuangan es un municipio filipino de sexta categoría, situado en la parte sudeste de la isla de Mindanao. Forma parte de la provincia de Misamis Oriental. 
Para las elecciones está encuadrado en el primer distrito electoral.

## Barrios
El municipio  de Binuangan se divide, a los efectos administrativos, en ocho barangayes o barrios, conforme a la siguiente relación:
| - Dampias - Kitambán | - Kitambis - Mabini | - Mosangot - Nabataán | - Población - Valdeconcha |

## Historia
La provincia de Misamis, creada en 1818, formaba parte de la Capitanía General de Filipinas (1520-1898). Estaba dividida en cuatro partidos. El Partido de Cagayán, con Cagayán, Iponán, Molugán, Hasaán y Salay.

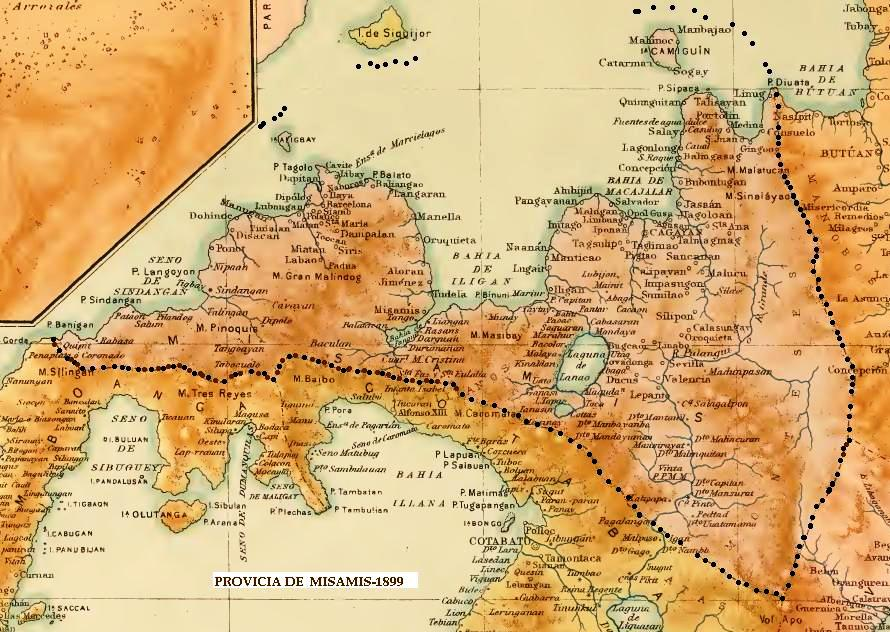
El Distrito 2º de Misamis en 1899.

A finales del siglo XIX la isla de Mindanao se hallaba dividida en siete distritos o provincias, uno de los cuales era el Distrito 2º de Misamis, su capital era la villa de Cagayán de Misamis y del mismo dependía la comandancia de Dapitan. Uno de sus pueblos era Balingasag que entonces contaba con una población de  9.330 almas, según Govantes 11.800, sus visitas eran  Casúlug, Caual, San Roque, la Concepción, Rosario, Lagonlong y Salay;
A principios del siglo XX, durante la ocupación estadounidense de Filipinas, Binuangan era un barrio de Babagasag, uno de los 15 municipios que formaban la provincia de Misamis.
El 15 de junio de 1968 fue creado el municipio de Binuangan formado por los siguientes barrios pertenecientes al municipio de Salay: Binuangan, Mabini, Kitambán, Kitambis, Valdiconcha, Mosangot, Dampias y Nabataan.